# Astrid Manfredi
Pour les articles homonymes, voir Manfredi.
Astrid Manfredi, née le 4 novembre 1970, est une écrivaine et blogueuse française.

## Biographie
Astrid Manfredi est diplômée en littérature française de l'université Sorbonne-Nouvelle. Elle travaille un temps dans une agence de publicité, pour laquelle elle rédige des contenus dans le secteur médical et scientifique. Elle est la créatrice du blog Laisse parler les filles, sur lequel elle distille des chroniques littéraires. Son regard sur la littérature alimente  le site web d'information Huffington Post. 
En 2015, elle publie son premier roman La Petite Barbare aux éditions Belfond. Elle s'est en partie inspirée du long métrage L'Appât de Bertrand Tavernier, afin de dessiner son intrigue, soit l'histoire d'une jeune femme condamnée pour le meurtre de deux hommes qu'elle fut chargée de séduire et de conduire à son gang. 
Elle s'est également inspirée de l'affaire du gang des barbares où une jeune femme sert d'appât pour entraîner un jeune homme, Ilan Halimi, dans une cave où celui- ci est torturé pendant des jours avant d'être abandonné, agonisant, près d'une voie ferrée. L'ouvrage est lauréat du prix Régine Deforges du premier roman en 2016
Pour son second roman, Astrid Manfredi s'attaque à l'univers du polar avec Havre nuit, édité en 2017.

## Ouvrages
- La Petite Barbare, Belfond, 160p, 2015  (ISBN 2714459439)
- Havre nuit, Belfond, 218p, 2017  (ISBN 2714475612)

## Prix et distinctions
- 2016 : Prix Régine Deforges du 1er roman pour La Petite Barbare[5]
- 2018 : Prix Littéraire du 2e roman pour Havre nuit[6]